# М'ясник
М'ясни́к, різни́к, колі́й — професія, представник якої займається забоєм худоби, розділкою туш, зняттям шкіри, продажем м'ясних продуктів тощо. Історія професії м'ясника сягає корінням часів одомашнення худоби.
Першу відому гільдію м'ясників було засновано в Англії ще у 1272 році.

## Переносне значення
У переносному значенні слово «м'ясник» означає людину, схильну до надмірної жорстокості або до вбивства людей.